# Vescsevói repülőtér
A Vescsevói repülőtér (oroszul: Вещево аэродром) katonai repülőtér volt Oroszországban. A Leningrádi területen, Viborgtól 23 km-re keletre fekszik. Egy betonozott kifutópályával rendelkezik. Az 1950-es évek elején nyitották meg. Az ott állomásozó repülő egységet 1993-ban feloszlatták, azóta a repülőtér használaton kívül van.

## Története
A  789,49  hektáron elterülő repülőteret az 1950-es évek elején építették és 1952-ben nyitották meg. Betonozott kifutópályája 2500 m hosszú és 60 m szélességű.
1953 tavaszán települt a repülőtérre a légvédelmi csapatok  20. vadászrepülő hadosztályának szervezetébe tartozó 57.  vadászrepülő gárdaezredet és a  180. vadászrepülő gárdaezredet, amelyek MiG–15-ös vadászrepülőgépekkel voltak felszerelve. A 180. repülőezred azonban ég az év nyarán áttelepült a szintén a Leningrádi területen található, frissen átadott Gromovói légibázisra. A Vescsevóban maradt 57. vadászrepülő ezrednél 1954-ben állították szolgálatba a MiG–17-es, majd 1964-ben a Szu–9-es elfogó vadászrepülőgépet. 1964-1965-ben ezen a repülőtéren és ennél az ezrednél szolgált vadászpilótaként Pjotr Klimuk későbbi űrhajós. Az 57. vadászrepülő ezredet 1978-ban feloszlatták, személyi állományát és repülő technikáját más egységekhez helyezték át.
1978 őszén a feloszlatott vadászrepülő ezred helyére a Leningrád melletti Puskinból a Szovjet Légierő 66. vadászbombázó repülőezrede költözött. Ez MiG–21SZMT típusú, megnövelt hatótávolságú vadászrepülőgépekkel volt felszerelve, amelyeket vadászbombázó feladatkörre alkalmaztak. (A vadászgépek mellett néhány MiG–21UM és MiG–21U kiképző-gyakorló repülőgép is az ezredhez tartozott.) 1989-ban a 66. vadászbombázó ezredet a légierő átadta a Szovjet Haditengerészetnek, ahol a Balti Flotta kötelékébe tartozott és átnevezték 66. önálló haditengerészeti csatarepülő ezreddé, a régi vadászgépeket pedig lecserélték Szu–17M3-as vadászbombázókra. A Szovjetunió felbomlása után, 1993-ban a haditengerészeti csatarepülő ezredet is feloszlatták.

## Repülőgép-eltérítési eset
1988-ban a repülőtér érintett volt egy repülőgép-eltérítési ügyben. A fegyverekkel és bombákkal felszerelt irkutszki Ovecskin család 1988. március 8-án eltérítette az Aeroflot Irkutszk–Kurgan–Leningrád járatán közlekedő Tu–154-es utasszállító repülőgépét, amellyel Londonba akartak szökni. A személyzet meggyőzte Ovecskinékat, hogy Londonig üzemanyagfeltöltésre van szükség, ezért leszállnak Helsinkiben. A leszállást azonban a földi irányítás utasítására Helsinki helyett a Vescsevói katonai repülőtéren hajtották végre, ahol az eltérített gépet megrohamozták a rendőrség különleges egységei. Az akciónak 9 halálos áldozata és 17 sérültje volt. Az egyik bomba felrobbantása miatt a fedélzeten tűz ütött ki és a gép nagy része elégett.

## A repülőtér napjainkban
A repülőtéren 1993. november 25-én került sor az utolsó harci felszállásra. A repülőteret ezt követően nem használták. Felmerültek tervek arra, hogy az egykori katonai repülőteret átalakítják teherrepülőtérré. Ezek a tervek azonban nem valósultak meg. A projekthez létrehozták az Aeroport Viborg nevű céget, azonban ez csődbe ment és 2002-ben felszámolták. A repülőtér berendezéseit az évek során eladták. Napjainkra csak a beton kifutópálya és a gurulóutak maradtak fenn.